# Macrobiotus islandicus
Macrobiotus islandicus är en djurart som tillhör fylumet trögkrypare, och som beskrevs av Ferdinand Richters 1904. Macrobiotus islandicus ingår i släktet Macrobiotus och familjen Macrobiotidae. Arten är reproducerande i Sverige.

## Underarter
Arten delas in i följande underarter:
- M. i. islandicus
- M. i. nicaraguensis